# Samir Amin
Samir Amin (arabiska: سمير أمين), född 3 september 1931 i Kairo, död 12 augusti 2018 i Paris, var en inflytelserik egyptisk-fransk marxistisk ekonom.
Amins far var egyptier och modern från Frankrike. Han växte upp i Port Said, men flyttade sedan till Paris för att studera. Där fick han ett diplom i statsvetenskap 1952 samt tog examen i statistik 1956 och fick en doktorshatt i ekonomi 1957. Därefter flyttade Amin tillbaka till Egypten, där han var verksam vid Institutet för ekonomisk förvaltning mellan 1957 och 1960.
Amin var bl.a. ledare för FN:s African Institute for Economic Development and Planning (IDEP) och Third World Center, båda med huvudkontor i Dakar, Senegal. Han beskrev i flera empiriska studier från 1960-talet underutvecklingens historia i Väst- och Nordafrika. Från 1970-talet gick hans arbeten i en mer teoretisk riktning. L'Accumulation à l'échelle mondiale (1970) och Le Développement inégal (1973) räknas som klassiker inom utvecklingsstudier. Amin ägnade sig särskilt åt hur kapitalismen fungerar annorlunda i industriländerna (centrum) och utvecklingsländerna (periferin), och visade hur utvecklingsländerna upplever tillväxt utan utveckling genom sitt beroende av industriländerna. Han bidrog också till en socialistisk frigörande- och utvecklingsstrategi.
Som många andra forskare fokuserade Amin i sina senare arbeten på nationalism och nyare drag i världsekonomins utveckling. Han skrev totalt fler än 30 böcker varav flera finns utgivna på svenska, bland annat Kapitalism i globaliseringens tid (1999), Arabvärlden och Europa (2004) och Det liberala viruset (2005).

## Teoretiska bidrag
Samin Amin menade att ett centralt problem i världsekonomin är existensen av följande monopol:
- Det tekniska monopolet.
- Kontrollmonopolet över det globala finansiella systemet.
- Tillgångsmonopolet över naturresurser.
- Monopolet på internationell kommunikation och media.
- Monopolet på massförstörelsevapen.